# Bachorzewo
Bachorzewo – wieś w Polsce położona w województwie kujawsko-pomorskim, w powiecie lipnowskim, w gminie Dobrzyń nad Wisłą.

## Podział administracyjny
W latach 1975–1998 miejscowość administracyjnie należała do województwa włocławskiego.

## Demografia
Według Narodowego Spisu Powszechnego (III 2011 r.) wieś liczyła 270 mieszkańców. Jest siódmą co do wielkości miejscowością gminy Dobrzyń nad Wisłą.

## Zabytki
Według rejestru zabytków NID na listę zabytków wpisany jest zespół dworski z 2 połowy XIX w., nr rej.: 143/A z 14.08.1984
- drewniany dwór, lata 1866-1868
- park, roku 1873